# Paul Painlevé
Pour les articles homonymes, voir Painlevé.
Paul Painlevé, né le 5 décembre 1863 à Paris et mort le 29 octobre 1933 dans la même ville, est un savant, mathématicien et homme d'État français.
Painlevé a étudié les mathématiques à l'École normale supérieure et à la faculté des sciences de Paris, où il a obtenu son doctorat en 1887. Il a commencé sa carrière en enseignant les mathématiques et la physique à la faculté des sciences de Lille, avant de devenir professeur ou maître de conférences dans diverses institutions comme l'École normale supérieure ou l'université de Stockholm.
Membre de l'Académie des Sciences, qu'il préside de 1923 à sa mort, il a reçu de nombreuses récompenses pour ses travaux scientifiques, comme le grand prix de mathématiques de l'Académie des sciences en 1890 ou le prix Poncelet en 1896.
En plus de sa carrière scientifique, Painlevé a également été impliqué dans la vie politique française. Il a été élu député de la Seine en 1910 et a occupé plusieurs postes ministériels au cours de sa carrière, y compris celui de ministre de l'Instruction publique et des Beaux-Arts, de ministre de la Guerre et des Finances. Il a également été président du Conseil à deux reprises entre 1917 et 1925.

## Origines familiales
Les ancêtres paternels de Paul Painlevé sont des vignerons et tonneliers d'Eure-et-Loir, ceux du côté maternel sont des tailleurs de pierre de Meaux. Son grand-père paternel s'installe à Paris où il travaille comme ouvrier typographe. À cinquante-neuf ans, il décide de s'arrêter de travailler et revient dans son village natal où il meurt vingt ans plus tard. Le père de Paul Painlevé, Léon Louis Painlevé, suit — comme son oncle — la carrière du grand-père dans l'imprimerie à Paris en devenant dessinateur lithographe. Il ouvre au début des années 1870 une fabrique d'encre d'imprimerie à Malakoff. Sa mère est Antoinette Élisabeth Détang. La famille de Paul Painlevé, faisant partie de la classe moyenne montante, est assez instruite, progressiste et bénéficie d'une certaine aisance financière.

## Scientifique

### Formation
Paul Painlevé fait ses études primaires à l'école communale de la rue du Four à Paris, puis ses études secondaires tout d'abord au lycée Saint-Louis (de la cinquième en 1874 à la troisième en 1877) et au lycée Louis-le-Grand (de la seconde en 1877 à la classe de mathématiques spéciales en 1883). Il obtient le baccalauréat ès lettres en 1880 et le baccalauréat ès sciences en 1881. Il fait ensuite de 1883 à 1886 des études supérieures scientifiques à l'École normale supérieure, où il suit les conférences de Jean-Claude Bouquet (calcul différentiel et intégral et géométrie descriptive), Émile Picard (mécanique) et Jules Tannery, et à la faculté des sciences de Paris, où il suit les cours de calcul différentiel et intégral de Jean-Claude Bouquet à nouveau, ceux de mécanique rationnelle de Paul Appell et obtient les licences ès sciences mathématiques et ès sciences physiques en 1885. Durant ses études, il se lie d'amitié avec le physicien Paul Janet.

### Carrière universitaire
Lauréat du concours d'agrégation de mathématiques en 1886, il n'enseigne cependant jamais en lycée. Afin de préparer une thèse de doctorat, il est envoyé par Émile Picard, en août de la même année, en mission en Allemagne à l'université de Göttingen où il suit les cours d'Hermann Amandus Schwarz et de Felix Klein. Il obtient en juin 1887 le doctorat ès sciences mathématiques devant la faculté des sciences de Paris puis est nommé, le 28 juillet 1887, chargé de cours de mécanique rationnelle et appliquée à la faculté des sciences de Lille, ceci à l'âge de 23 ans. En 1890, il reçoit le grand prix de mathématiques de l'Académie des sciences. Deux ans plus tard, le 30 juillet 1892, il est nommé maître de conférences à la faculté des sciences de Paris pour deux enseignements : celui de l'analyse en classe de licence, et celui de la mécanique pour la préparation à l'agrégation de mathématiques. Il obtient le titre de professeur adjoint en 1895 et est chargé d'un cours complémentaire de mathématiques.
De septembre à décembre 1895, il donne des cours à l'université de Stockholm dans le cadre d'une chaire annuelle fondée par le roi de Suède. En 1896, il devient répétiteur d'analyse à l’École polytechnique. L'année 1896-1897, il est également suppléant de Maurice Lévy au Collège de France à la chaire de mécanique analytique et mécanique céleste.
En 1897, Painlevé succède à Édouard Goursat comme maître de conférences de calcul différentiel et intégral et géométrie descriptive à l'École normale supérieure. En 1896, il est aussi examinateur du concours d'entrée à l'École polytechnique. En 1900, il est élu membre de l'Académie des sciences. En 1903, il devient titulaire de la nouvelle chaire de mathématiques générales de la faculté des sciences de l'université de Paris, chaire dédiée au certificat d'études supérieures préparatoires. En 1905, il devient également professeur de mécanique rationnelle et des machines à l'École polytechnique. En 1907, il devient président du conseil de perfectionnement du Conservatoire national des arts et métiers, président du comité technique du Laboratoire national d'essais et membre du conseil de l'Observatoire de Paris. Durant l'année 1907-1908, il échange à la faculté son cours avec celui de mécanique rationnelle de Paul Appell. En 1909, il devient également le premier professeur de mécanique de l'aviation à l'École supérieure de l'aéronautique. À partir de 1910, et ce jusqu'à sa mort, il est suppléé pour ses enseignements à la faculté en raison de son mandat parlementaire et de ses fonctions gouvernementales. Il continue cependant sa carrière académique en devenant titulaire de la chaire de mécanique rationnelle en octobre 1912, puis de celle de mécanique analytique et de mécanique céleste le 19 mai 1920. En 1919, il devient président du conseil d'administration du Conservatoire national des arts et métiers. Il est également chargé le 17 décembre 1923 du cours de mécanique des fluides et applications, créé grâce à une subvention du sous-secrétariat d'État à l'aéronautique.

### Travaux scientifiques
Paul Painlevé soutient sa thèse Sur les lignes singulières des fonctions analytiques le 10 juin 1887.
Ses travaux mathématiques les plus réussis, publiés en 1897 dans Leçons sur la théorie analytique des équations différentielles, portent sur les points singuliers des équations différentielles algébriques du premier et du second ordre (singularités) et sur les fonctions abéliennes. Ils lui valent d'être élu en 1900 à l'Académie des sciences dont il devient président en 1918.
En tant que mathématicien, dans le cadre de ses recherches en mécanique des fluides (il publie en 1895 Intégration des équations de la mécanique), ses travaux portent principalement sur les systèmes d'équations différentielles et leurs singularités, les fonctions elliptiques et l'analyse complexe.

#### Équations différentielles de Painlevé
Lazarus Fuchs a établi une typologie des équations différentielles du 1er ordre. Painlevé s'attaque, avec Émile Picard, à celles du 2d ordre. Les équations de la forme « y" = f(x, y, y') », où f désigne une fonction rationnelle en y et y', portent son nom et ont permis une classification d'où émergent des équations types, comme « y" = 6y² + x », possédant des solutions transcendantes appelées fonctions transcendantes de Painlevé.
Enfin, Paul Painlevé et Allvar Gullstrand proposent en 1921 les coordonnées de Painlevé-Gullstrand pour la métrique de Schwarzschild, qui rend compte du champ gravitationnel d'un astre dans l'univers vide de Minkowski.

#### Théoricien de l'aéronautique
En 1903, il démontre par une formule que la mécanique des fluides rend possible le vol. Il est en 1908 le premier passager des frères Wright.
Il poursuit ses travaux et théorise mathématiquement la question de l'avion en fluide parfait en 1927.

## Parcours politique

### Ascension parlementaire et gouvernementale
Entré en politique à la suite de l'affaire Dreyfus, membre de la Ligue des droits de l'homme, il est élu député socialiste indépendant en 1910, dans le 5e arrondissement de Paris en remplacement de René Viviani. Réélu à trois reprises, il se présente avec succès en 1928 dans l'Ain, où il est reconduit en 1932 avec près de 11 000 voix sur 16 000 suffrages.
Mathématicien, rare théoricien de l'aviation naissante, il obtient du Parlement, en 1910, le vote des premiers crédits pour l'achat d'avions. Rapporteur puis président de la commission de la marine, membre du conseil supérieur de l'aérostation militaire et du comité technique de l'exploitation des chemins de fer, il agit pour améliorer la défense nationale jusqu'à être nommé, au tout début du conflit mondial, chef de la Direction des Inventions intéressant la défense nationale.
Dans le cadre du gouvernement d'unité nationale, il est nommé en octobre 1915 ministre de l'Instruction publique dans le gouvernement présidé par Aristide Briand. Interpellé par les fondateurs du comité d'initiative de l'œuvre des Pupilles sur le fait que les œuvres non-laïques obtiennent tous les fonds des quêtes publiques en faveur des orphelins, il la fait agréer pour qu'elle puisse obtenir des fonds et aider les orphelins des écoles laïques. Sa présidence est marquée notamment par la multiplication des colonies de vacances et des écoles de plein air, l'attention portée à la santé des pupilles, et la modification des statuts de l'œuvre qui s'occupe désormais non seulement des orphelins mais de tous les enfants en difficulté.
Il est nommé ministre de la Guerre en mars 1917. Il est hostile à Robert Nivelle, nouveau commandant en chef des armées. Celui-ci est chargé de mettre au point l'offensive préparée par Joffre sur le front entre Vimy et Reims. Painlevé sonde alors plusieurs généraux qui avouent leur scepticisme vis-à-vis du projet de Nivelle. Celui-ci se sent discuté et offre sa démission début avril. Mais, Painlevé, Poincaré et Alexandre Ribot inquiets d'un possible effondrement du front russe, refusent sa démission et décident de maintenir la date de l'offensive. La bataille du Chemin des Dames (16 avril 1917) est un échec et Painlevé doit faire face à la déception générale causée par la ruine des espoirs qui avaient été placés dans l'« offensive Nivelle », ainsi qu'aux mutineries et à la démoralisation des troupes. Le 15 mai 1917, il remplace Nivelle par Philippe Pétain au poste de commandant en chef des armées et nomme Ferdinand Foch chef d'état-major.
Il devient président du Conseil en septembre en conservant le portefeuille de la Guerre. Il développe la dotation en chars d'assaut, dépose le roi Constantin Ier de Grèce, décrète le blocus des empires centraux, se porte au secours des Italiens au lendemain de Caporetto. Il est remplacé après deux mois par Georges Clemenceau à la suite du scandale provoqué par le complot des panoplies.

### Figure du Cartel des gauches
Il est réélu député en 1919. Il anime la Ligue de la République en 1921-22, puis participe au cartel des gauches dont il est l'un des inspirateurs. Après la victoire du Cartel des gauches, il préside la Chambre à partir du 9 juin 1924, jusqu'à sa candidature, au nom du Cartel, à la présidence de la République, après la démission d'Alexandre Millerand. Battu par Gaston Doumergue, il est réélu président de la Chambre puis nommé, le 17 avril 1925, président du Conseil en remplacement d'Édouard Herriot. Il fait face également à la crise financière et aux insurrections d'Abd-el-Krim et de Syrie.

Caricature de Paul Painlevé, par laquelle il est accusé de fabriquer de faux papiers diplomatiques. 21 juin 1925, Archives nationales de France.
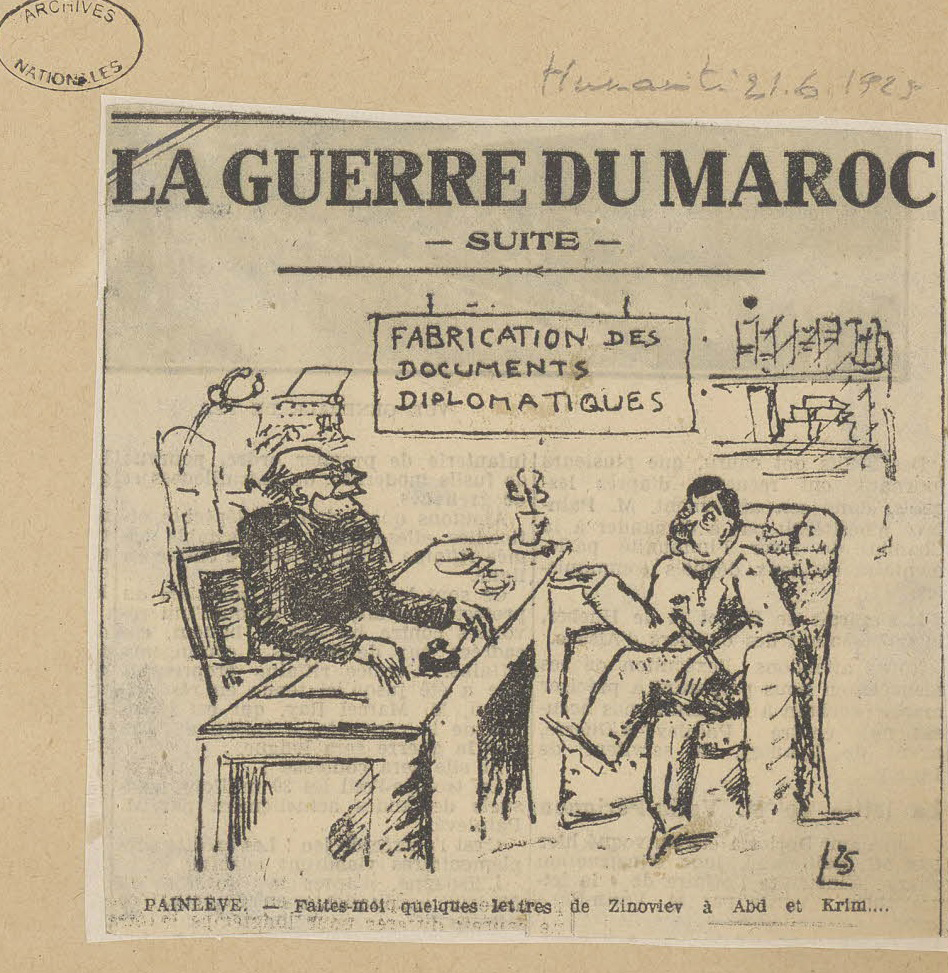
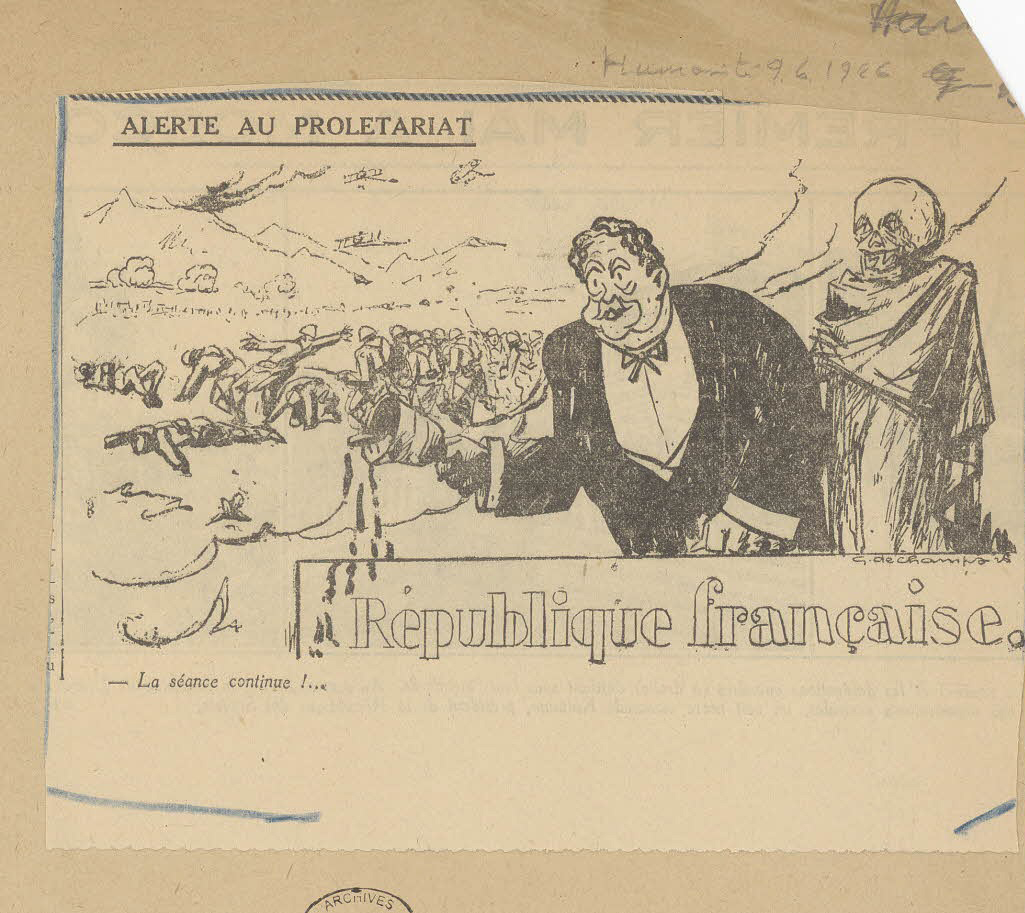

Le retrait des troupes françaises occupant la Ruhr, lors de l'été 1925, lui est due ainsi qu'à son ministre des Affaires étrangères, Aristide Briand. Démissionnaire en octobre 1925 et reconduit, puis renversé le 22 novembre de la même année, il devient ministre de la Guerre de novembre 1925 à octobre 1929 — avec toutefois une interruption de trois semaines en juin 1926 — dans les gouvernements d’Aristide Briand, d’Édouard Herriot et de Raymond Poincaré, puis ministre de l'Air de fin 1930 à début 1933 dans les gouvernements Steeg, Herriot et Paul-Boncour. En décembre 1925, il refuse dans une lettre au député André Marty, membre du Comité central de la section française de l’internationale communiste (SFIC), d'accorder la grâce au tirailleur Cheikou Cissé (1890-1933), qui avait été condamné à la déportation en Nouvelle-Calédonie en 1919. Il fait voter la loi sur le service militaire obligatoire d'un an en 1928[réf. nécessaire] et ordonne les premiers travaux de la ligne Maginot.
Le décret du 27 novembre 1932 signé avec Georges Leygues, ministre de la Marine, confirme la pleine autorité de la Marine sur son aviation et favorise une pleine autonomie pour l'Armée de l'air.

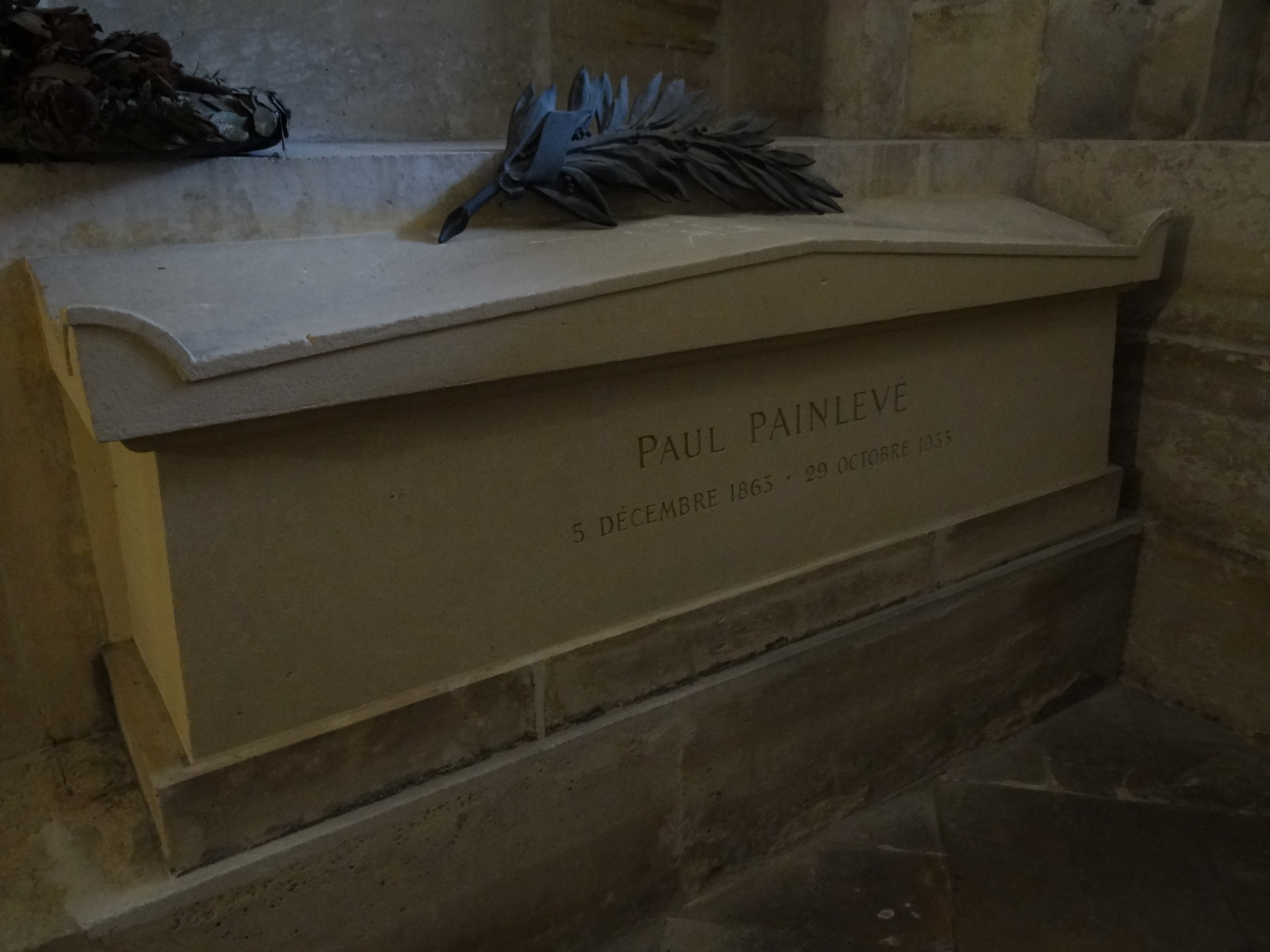
Le tombeau de Paul Painlevé au Panthéon.

Il meurt fin octobre 1933. Après des funérailles nationales, il est inhumé au Panthéon le 4 novembre.

## Détail des mandats et fonctions

### À la Chambre des députés
- de 1910 à 1928 : député de la Seine (5e arrondissement de Paris), PRS
- de 1928 à son décès en 1933 : député de l'Ain

### Au gouvernement
Les fonctions gouvernementales exercées par Paul Painlevé sont présentées de façon chronologique dans le tableau ci-dessous.
| Dates             | Dates            | Fonctions             | Fonctions                                            | Gouvernement |
| Début             | Fin              | Présidence du Conseil | Ministère                                            | Gouvernement |
| ----------------- | ---------------- | --------------------- | ---------------------------------------------------- | ------------ |
| 29 octobre 1915   | 12 décembre 1916 |                       | Ministre de l'Instruction publique et des Beaux-Arts | Briand V     |
| 20 mars 1917      | 7 septembre 1917 |                       | Ministre de la Guerre                                | Ribot V      |
| 12 septembre 1917 | 13 novembre 1917 | Président du Conseil  | Ministre de la Guerre                                | Painlevé I   |
| 17 avril 1925     | 27 octobre 1925  | Président du Conseil  | Ministre de la Guerre                                | Painlevé II  |
| 29 octobre 1925   | 22 novembre 1925 | Président du Conseil  | Ministre des Finances                                | Painlevé III |
| 28 novembre 1925  | 6 mars 1926      |                       | Ministre de la Guerre                                | Briand VIII  |
| 9 mars 1926       | 15 juin 1926     |                       | Ministre de la Guerre                                | Briand IX    |
| 19 juillet 1926   | 21 juillet 1926  |                       | Ministre de la Guerre                                | Herriot II   |
| 23 juillet 1926   | 6 novembre 1928  |                       | Ministre de la Guerre                                | Poincaré IV  |
| 18 novembre 1928  | 26 juillet 1929  |                       | Ministre de la Guerre                                | Poincaré V   |
| 13 décembre 1930  | 22 janvier 1931  |                       | Ministre de l'Air                                    | Steeg        |
| 3 juin 1932       | 14 décembre 1932 |                       | Ministre de l'Air                                    | Herriot III  |
| 18 décembre 1932  | 28 janvier 1933  |                       | Ministre de l'Air                                    | Paul-Boncour |

## Vie personnelle
En 1901, il épouse Marguerite Petit de Villeneuve qui meurt un an plus tard, à la naissance de leur fils Jean.
Celui-ci, Jean Painlevé (1902-1989), est réalisateur de documentaires et biologiste ; il est considéré comme l'un des fondateurs du cinéma scientifique.
Une des nièces de Paul Painlevé épouse Pierre Appell, le fils du mathématicien Paul Appell.
Paul Painlevé fut un mélomane et un musicien amateur accompli ; Alma Mahler, dans ses mémoires, raconte qu'il se déplaçait partout pour assister aux exécutions des symphonies de Gustav Mahler et qu'il les jouait au piano à quatre mains avec le général Picquart (dont elle rappelle qu'il fut le personnage central du dénouement de l'affaire Dreyfus). Selon le même témoignage, il « parlait brillamment » l'allemand.
Paul Painlevé est également le beau-frère du peintre Maurice Dainville (1856-1943).

## Distinctions
- Chevalier de la Légion d'honneur en 1902[3] ;
- Officier d'académie (1892)[3];
- Officier de l'Instruction publique (1897)[3] ;
- Chevalier de l'ordre royal de l'Étoile polaire (Suède, 1895)[3] ;
- Croix de la Liberté ;
- concours général ; prix Poncelet (1896)[3] ; prix Bordin (1894)[3].

## Hommages
- En 1917, Maurice Ravel lui dédicace la 2e (Trois beaux oiseaux du paradis) de ses Trois chansons pour chœur mixte a cappella (M 69). Le texte de la pièce en fa mineur fait état de mauvaises nouvelles : l'amie d'un homme partit à la guerre, voit trois beaux oiseaux revenir enveloppés du drapeau tricolore.
- En 1934, la place qui fait face à l'entrée d'honneur de la Sorbonne est baptisée place Paul-Painlevé. L'espace vert central de la place se nomme square Samuel-Paty depuis 2021 ;
- L'astéroïde (953) Painleva honore sa mémoire ;
- En 1938, la Marine nationale française a en projet deux porte-avions (classe Joffre) prévus d’entrer en service en 1942-1943. Leur construction est abandonnée après l'armistice de juin 1940. Le premier devait être appelé Joffre et le second Painlevé, en hommage notamment à ses travaux sur l'aéronautique, dont la mécanique des fluides ;
- Laboratoire Paul-Painlevé ;
- Des écoles publiques portent son nom, notamment à Grenoble, Lyon 3e, Montesson, Montpellier et Massy, ainsi qu'un collège à Sevran et des lycées à Oyonnax et Courbevoie ;
- Tout comme à Nancy, à Saint-Étienne une place porte également son nom ;
- Le château de Versailles possède une importante toile peinte par René Thomsen, Les funérailles du Président Painlevé ;
- La ville de Saint-Omer, dans le Pas-de-Calais, possède une place au nom de Paul Painlevé ;
- La ville de Lille, dans le Nord, possède un boulevard au nom de Paul Painlevé. ;
- La ville de Rennes, en Ille-et-Vilaine, possède un boulevard au nom de Paul Painlevé. ;
- Un amphithéâtre du bâtiment M1 de l'université de Lille porte son nom[10], de même qu'un amphithéâtre de l'École polytechnique et du Conservatoire National des Arts et Métiers.

## Œuvre
- « Sur les lignes singulières des fonctions analytiques, thèse présentée à la faculté des sciences de Paris par M. Paul Painlevé », 1887 (sur archive.org).
- « Mémoire sur les équations différentielles du premier ordre », par M. Paul Painlevé, chargé de cours à la faculté des sciences de Lille, 1892 (sur archive.org).
- Leçons sur la théorie analytique des équations différentielles, professées à Stockholm (septembre, octobre, novembre 1895) sur l'invitation de S. M. le roi de Suède et de Norwège, A. Hermann (Paris), 1897. Texte en ligne disponible sur IRIS.
- Leçons sur les fonctions de variables réelles et les développements en séries de polynômes, par Émile Borel, notes de Paul Painlevé et Henri Lebesgue, 1905 (sur archive.org).
- Cours de mécanique et machines : École polytechnique : 1re Division : 1906-1907, École polytechnique (Paris), 1907. Texte en ligne disponible sur IRIS.
- Cours de mécanique et machines : École polytechnique : 2e Division : 1907-1908. Leçons préliminaires, École polytechnique (Paris), 1908. Texte en ligne disponible sur IRIS.
- Leçons sur les fonctions définies par les équations différentielles du premier ordre, avec Pierre Boutroux, Gauthier-Villars (Paris), 1908.Texte en ligne disponible sur IRIS.
- L'aéroplane, document extrait du « Compte rendu de la 38e session, Lille, 1909 », de l'Association française pour l'avancement des sciences, 1909. Texte en ligne disponible sur IRIS.
- Cours de mécanique et machines : École polytechnique : 1re Division : 1908-1909, École polytechnique (Paris), 1909. Texte en ligne disponible sur IRIS.
- L'aviation (sur archive.org) (coécrit avec Émile Borel), Paris, Félix Alcan, Nouvelle collection scientifique, 1910.
- Les axiomes de la mécanique, examen critique ; note sur la propagation de la lumière, par Paul Painlevé, 1922 (sur archive.org).
- Leçons, sur la théorie analytique des équations différentielles, professées à Stockholm (septembre, octobre, novembre 1895) sur l'invitation de S. M. le roi de Suède et de Norwège, Hermann, Paris, 1897 (sur Cornell.edu).
- Trois mémoires de Painlevé sur la relativité (1921-1922) en ligne et commentés sur BibNum.

## Sources
- Les papiers personnels de Paul Painlevé sont conservés aux Archives nationales, site de Pierrefitte, sous la cote 313AP : Inventaire du fonds.